# 알도 칼룰루
알도은사윌라 칼룰루 캬텡와(프랑스어: Aldo-Nsawila Kalulu Kyatengwa, 1996년 1월 21일 ~ )는 세르비아 클럽의 파르티잔에서 공격형 미드필더와 공격수로 활약하고 있는 콩고 민주 공화국의 프로 축구 선수이다. 프랑스에서 태어난 그는 콩고 민주 공화국 국가대표팀에서 뛰고 있다.

## 구단 경력

### 리옹
칼룰루는 리옹 출신의 유소년 축구 선수이다. 그는 2015년 9월 12일 0-0으로 비긴 홈 경기에서 78분 만에 조르당 페리와 교체된 릴 OSC를 상대로 리그 1 데뷔 전을 치렀다.
2015년 9월 23일, 바스티아 전에서 스티드 말브랑크의 도움을 받아 첫 골을 기록했다.

### 소쇼
2021년 6월 29일 소쇼로 복귀해 3년 계약을 체결했다.

### 파르티잔
2023년 7월 20일 세르비아의 일부 언론은 칼룰루가 파르티잔과 3년 계약을 맺었다고 발표했다. 그는 7월 29일 TSC와의 2023-24 세르비아 수페르리가 1라운드에서 데뷔 전을 치렀고 54분에 경기에 출전해 95분에 레드 카드를 받았다.

## 국가대표팀 경력
칼룰루는 프랑스에서 태어났고 르완다와 콩고 민주 공화국 혈통이다. 그는 18세 이하 프랑스 청소년 국가대표였다. 그는 2023년 3월 24일 모리타니와의 2023년 아프리카 네이션스컵 예선전에서 콩고 민주 공화국 국가대표팀에 데뷔했다.

## 사생활
칼룰루는 축구 선수 제데옹 칼룰루와 피에르 칼룰루의 형이다.